# Олимпиада (хронология)
Олимпиа́да в античности — четырёхлетний циклический период между двумя последовательными Олимпийскими играми в Древней Греции.

## Летоисчисление по античным Олимпиадам
Согласно легендам, Олимпийские игры впервые организовал в незапамятные времена Геракл (по Евсевию в 1210-е гг. до н. э.), проводились они раз в 5 лет. Затем традиция проведения игр прервалась и была возобновлена при элидском царе Ифите и содействии спартанского правителя Ликурга. Время правления Ифита точно неизвестно, античные авторы относят проведение первых игр после перерыва на промежуток в 884—828 годах до н. э. Вначале Олимпийские игры не нумеровались, а назывались по имени победителя в единственном виде состязаний, беге на стадию. Имена победителей впервые собрал Парабаллон из Элиды. Гиппий из Элиды упорядочил, расставил по порядку и пронумеровал Олимпийские игры на рубеже V—IV веков до н. э., Аристотель позднее также составил список Олимпийских игр. Широко использовать хронологию по Олимпиадам впервые стал в своих работах историк Тимей из Сицилии в 264 году до н. э.
На основании собранных материалов античные авторы решили начать отсчёт Олимпиад с 776 до н. э., в этот год Олимпийские игры известны по имени победителя. Вероятно, не удалось восстановить имён победителей в более ранних играх, а значит, и само проведение игр не может считаться достоверным фактом.
Юлий Африкан, греческий автор III века, пишет, что игры 776 года до н. э. на самом деле были 14-ми.
Византийский автор Фотий пишет в отзыве на труд Флегона из Тралл, написавшего во II веке труд по Олимпийской хронологии и победителям на Олимпиадах:

«Трактат начинается с 1-й Олимпиады, потому что, как признают почти все другие авторы, не существует подробных или точных свидетельств о предшествующих периодах, но разные авторы делают разные заявления, и даже те из них, кто внушает доверие, противоречат сами себе».

Таким образом,
- Первый год I олимпиады — июль 776 год до н. э. — июль 775 год до н. э.
- Второй год I олимпиады — июль 775 год до н. э. — июль 774 год до н. э.
- Третий год I олимпиады — июль 774 год до н. э. — июль 773 год до н. э.
- Четвёртый год I олимпиады — июль 773 год до н. э. — июль 772 год до н. э.
- Первый год II олимпиады — июль 772 год до н. э. — июль 771 год до н. э.

…
- Четвёртый год CXCIV Олимпиады — июль 1 года до н. э. — июль 1 года н. э.
- Первый год CXCV Олимпиады — июль 1 года н. э. — июль 2 года н. э.

…
- Первый год CCXCIII олимпиады — июль 393 года — июль 394 года

Олимпийские игры перестали проводиться при последнем императоре единой Римской империи Феодосии как языческие. Точные свидетельства об играх после CCXLIX Олимпиады отсутствуют, считается, что CCXCIII Олимпиада была последней или не состоялась вовсе.

## Олимпийский календарь
- I Олимпиада 776 год до н. э. — Кореб из Элиды выиграл состязание в беге. До XIV Олимпиады бег (на стадий, 192 м) был единственным видом состязаний.
- II Олимпиада 772 год до н. э. — победитель Антимах из Элиды
- III Олимпиада 768 год до н. э. — победитель Андрокл из Мессении
- IV Олимпиада 764 год до н. э. — победитель Поликар из Мессении
- V Олимпиада 760 год до н. э. — победитель Эсхин из Элиды
- VI Олимпиада 756 год до н. э. — победитель Эбот из Димы (Ахайя). Когда ахейцы не оказали ему должного почёта и уважения, проклял их, так что с тех пор на 60 лет никто из Ахайи не одерживал победу на Олимпиаде. Лишь через три столетия, в 460 году до н. э., соотечественники установили статую в честь Эбота.
- VII Олимпиада 752 год до н. э. — победитель Диокл из Мессении. Он был первым, кого увенчали венком из священной маслины, который стал традиционной наградой Олимпийских (и Немейских) игр.
- VIII Олимпиада 748 год до н. э. — победитель Антикл из Мессении. Жители Писы в союзе с аргосским тираном Фидоном проводили эти игры, силой отняв эту привилегию у жителей Элиды (Фидон ссылался на родство с учредителем игр Гераклом). Впоследствии элейцы вычеркнули эту Олимпиаду из списков.
- IX Олимпиада 744 год до н. э. — победитель Ксенокл из Мессении
- X Олимпиада 740 год до н. э. — победитель Дотад из Мессении
- XI Олимпиада 736 год до н. э. — победитель Леохар из Мессении
- XII Олимпиада 732 год до н. э. — победитель Оксифем из Коронеи (Беотия)
- XIII Олимпиада 728 год до н. э. — победитель Диокл из Коринфа
- XIV Олимпиада 724 год до н. э. — победитель Десмон из Коринфа. Добавлен двойной бег (на два стадия, 384 м): победитель Гипен из Элиды
- XV Олимпиада 720 год до н. э. — победитель Орсипп из Мегар. Добавлен длинный бег (7 стадий, позже длина изменялась до 24 стадий): победитель Аканф из Лаконии, который также победил в двойном беге. Атлеты стали соревноваться обнажёнными по примеру Аканфа или, по другим источникам, Орсиппа.
- XVI Олимпиада 716 год до н. э. — победитель Пифагор из Лаконии
- XVII Олимпиада 712 год до н. э. — победитель Пол из Эпидавра (Арголида)
- XVIII Олимпиада 708 год до н. э. — победитель Теллис из Сикиона. Добавлена борьба: победитель Еврибат из Лаконии. Добавлено пятиборье (пентатлон), включавшее бег, борьбу, прыжки в длину, метание копья и диска: победитель Лампис (Лампид) из Лаконии
- XIX Олимпиада 704 год до н. э. — победитель Мен из Мегара
- XX Олимпиада 700 год до н. э. — победитель Аферад из Лаконии
- XXI Олимпиада 696 год до н. э. — победитель Пантакл из Афин
- XXII Олимпиада 692 год до н. э. — победитель Пантакл во 2-й раз подряд
- XXIII Олимпиада 688 год до н. э. — победитель Икарий из Гипересии (Ахайя). Добавлен кулачный бой: победитель Ономаст из Смирны (в то время Иония). Ономаст установил правила в кулачном бое.
- XXIV Олимпиада 684 год до н. э. — победитель Клеоптолем из Лаконии
- XXV Олимпиада 680 год до н. э. — победитель Фалпис из Лаконии. Добавлены гонки квадриг: победитель Пагон (Пагонда) из Фив (Беотия)
- XXVI Олимпиада 676 год до н. э. — победитель Каллисфен из Лаконии, Филомброт из Спарты выиграл пятиборье в 1-й раз
- XXVII Олимпиада 672 год до н. э. — победитель Евриб из Афин. Пятиборье: Филомброт из Спарты выиграл во 2-й раз
- XXVIII Олимпиада 668 год до н. э. — победитель Хармис из Лаконии. Хармис тренировался на диете из сушёного инжира. Эти игры прошли в Писе, потому что Элида была занята войной против Димы. Филомброт из Спарты выиграл пятиборье в 3-й раз и стал первым троекратным победителем в одном виде олимпийских состязаний.
- XXIX Олимпиада 664 год до н. э. — победитель Хионий из Лаконии
- XXX Олимпиада 660 год до н. э. — победитель Хионий во 2-й раз подряд. Жители Писы восстали против Элиды, и поэтому писийцы руководили этой и следующими 22 играми до 52-й включительно.
- XXXI Олимпиада 656 год до н. э. — победитель Хионий в 3-й раз подряд
- XXXII Олимпиада 652 год до н. э. — победитель Кратин из Мегар. Победители: в кулачном бою Комей из Мегар, брат Кратина.
- XXXIII Олимпиада 648 год до н. э. — победитель Гилис из Лаконии. Добавлен панкратион: победитель Лигдамид из Сиракуз. Добавлены ска́чки на лошадях: победитель Краксил (Кравксид) из Краннона (Фессалия. В гонках квадриг победитель Мирон, брат тирана Сикиона
- XXXIV Олимпиада 644 год до н. э. — победитель Стом из Афин
- XXXV Олимпиада 640 год до н. э. — победитель Сфер из Лаконии. Победители: в двойном беге Килон из Афин.
- XXXVI Олимпиада 636 год до н. э. — победитель Аритам из Лаконии. В панкратии: Фринон из Афин
- XXXVII Олимпиада 632 год до н. э. — победитель Евриклид из Лаконии. Добавлен бег для юношей (до 20 лет): победитель Полиник из Элиды. Добавлена борьба для юношей: победитель Гиппосфен из Лаконии, который выиграл затем 5 игр подряд в борьбе для мужчин.
- XXXVIII Олимпиада 628 год до н. э. — победитель Олинфей из Лаконии. Добавлено пятиборье для юношей (только в эту Олимпиаду): победитель Евтелид из Лаконии. Борьба среди юношей: победитель также Евтелид из Лаконии.
- XXXIX Олимпиада 624 год до н. э. — победитель Рипсолей из Лаконии. В борьбе среди взрослых атлетов: Гиппосфен из Лаконии (ранее, в XXXVII Олимпиаде побеждал в борьбе среди юношей)
- XL Олимпиада 620 год до н. э. — победитель Олинфей из Лаконии во 2-й раз. В борьбе среди взрослых атлетов: Гиппосфен из Лаконии во 2-й раз
- XLI Олимпиада 616 год до н. э. — победитель Клеонд из Фив. Добавлен кулачный бой для юношей: победитель Филет из Сибариса. В борьбе среди взрослых атлетов: Гиппосфен из Лаконии в 3-й раз.
- XLII Олимпиада 612 год до н. э. — победитель Ликот из Лаконии. В борьбе среди взрослых атлетов: Гиппосфен из Лаконии в 4-й раз.
- XLIII Олимпиада 608 год до н. э. — победитель Клеон из Эпидавра (Арголида). В борьбе среди взрослых атлетов: Гиппосфен в 5-й раз.
- XLIV Олимпиада 604 год до н. э. — победитель Гелон из Лаконии. Борьба среди юношей: победитель Гетоймокл из Лаконии, сын Гиппосфена (см. выше), ставший впоследствии четырёхкратным олимпиоником по борьбе среди взрослых атлетов.
- XLV Олимпиада 600 год до н. э. — победитель Антикрат из Эпидавра. В борьбе среди взрослых: Гетоймокл из Лаконии
- XLVI Олимпиада 596 год до н. э. — победитель Хрисамакс из Лаконии. Бег среди юношей выиграл Полимнестор из Милета, который догонял зайцев, когда пас коз. В борьбе среди взрослых: Гетоймокл из Лаконии во 2-й раз.
- XLVII Олимпиада 592 год до н. э. — победитель Еврикл из Лаконии. В борьбе среди взрослых: Гетоймокл из Лаконии в 3-й раз. В состязании квадриг: Алкмеон, сын Мегакла из Афин.
- XLVIII Олимпиада 588 год до н. э. — победитель Гликон из Кротона (Италия). Пифагор из Самоса (не великий математик) был исключён из состязаний в кулачном бою среди юношей и осмеян за изнеженность и длинные волосы, но участвовал в кулачном бою среди взрослых и побил всех соперников. В борьбе среди взрослых атлетов: Гетоймокл из Лаконии в 4-й раз.
- XLIX Олимпиада 584 год до н. э. — победитель Ликин из Кротона (Италия)
- L Олимпиада 580 год до н. э. — победитель Епителид из Лаконии. Количество судей Олимпийских игр увеличивается от одного до двух (представители элейского рода Оксилидов).
- LI Олимпиада 576 год до н. э. — Эратосфен из Кротона
- LII Олимпиада 572 год до н. э. — Агис из Элиды. В панкратионе: Аррихион (Аррахион) из Фигалии (Аркадия).
- LIII Олимпиада 568 год до н. э. — Гагнон с Пепарефа. В панкратионе: Аррихион из Фигалии (Аркадия) во 2-й раз.
- LIV Олимпиада 564 год до н. э. — Гиппострат из Кротона. Аррихион из Фигалии (Аркадия) был задушен и умер, выигрывая панкратион в 3-й раз, и даже мёртвым он стал победителем, потому что его соперник уже признал поражение после того, как Аррихион сломал ему ногу. В конных скачках и в состязании квадриг победил Каллий, сын Фениппа из Афин; впоследствии внук Каллия также становился олимпиоником.
- LV Олимпиада 560 год до н. э. — Гиппострат во 2-й раз. В гонках квадриг: Мильтиад, сын Кипсела из Афин.
- LVI Олимпиада 556 год до н. э. — Федр из Фарсалы
- LVII Олимпиада 552 год до н. э. — Ладром из Лаконии
- LVIII Олимпиада 548 год до н. э. — Диогнет из Кротона
- LIX Олимпиада 544 год до н. э. — Архилох из Коркиры. Победитель в кулачном бою: Праксидам (Праксидамант) из Эгины; ему первому была установлена статуя в священной роще Олимпии, она была сделана из кипариса. Со следующей олимпиады такое право получили все олимпионики.
- LX Олимпиада 540 год до н. э. — Апеллай из Элиды. Милон из Кротона, считающийся самым знаменитым атлетом античности, в 14 лет выиграл борьбу среди юношей. Затем он победил в следующих 5 Олимпиадах в борьбе среди взрослых.
- LXI Олимпиада 536 год до н. э. — Агафарх из Коркиры. Победитель в панкратионе: Рексбий (Рексибий) из Опунта. В борьбе среди взрослых: Милон из Кротона. В состязании квадриг: Кимон, сын Стесагора из Афин, брат Мильтиада, олимпионика 560 года до н. э.
- LXII Олимпиада 532 год до н. э. — Эриксий из Халкиса. В состязании квадриг: Кимон из Афин во 2-й раз. В борьбе среди взрослых: Милон из Кротона во 2-й раз.
- LXIII Олимпиада 528 год до н. э. — Парменид из Камарины. В гонке квадриг: Кимон из Афин в 3-й раз. В борьбе среди взрослых: Милон из Кротона в 3-й раз.
- LXIV Олимпиада 524 год до н. э. — Менандр из Фессалии. В борьбе среди взрослых: Милон из Кротона в 4-й раз.
- LXV Олимпиада 520 год до н. э. — Анох из Тарента. Добавлен бег в полном вооружении (гоплитодром): победитель Дамарет из Гераи. Победители: в борьбе Милон из Кротона в 5-й раз (в 6-й раз, включая победу среди юношей), в кулачном бою Главк, сын Демила из Кариста.
- LXVI Олимпиада 516 год до н. э. — Исхир из Гимера. Победители: в панкратионе Тимасифей из Дельф; в гоплитодроме Дамарет из Гереи во 2-й раз; в гонке квадриг Клеосфен из Эпидамна.
- LXVII Олимпиада 512 год до н. э. — Фанад из Пеллены (Ахайя). Фанад был первым, кто выиграл все три вида бега: бег на стадию, двойной бег и бег в полном вооружении (гоплитодром). Победитель в панкратионе: Тимасифей из Дельф во 2-й раз. В конных скачках: Фейдол из Коринфа (несмотря на то, что его лошадь сбросила всадника, она пришла первой).
- LXVIII Олимпиада 508 год до н. э. — Исомах из Кротона. Победители: в борьбе Каллител из Спарты
- LXIX Олимпиада 504 год до н. э. — Исомах во 2-й раз. Победители: в двойном беге Фессал из Коринфа.
- LXX Олимпиада 500 год до н. э. — Никасий из Опунта. Победители: в пятиборье Акматид из Спарты, в борьбе Филон с Керкиры. В программу введена апена (состязание колесниц, запряжённых мулами), первым победителем стал Ферсий из Фессалии. В гонках квадриг: Каллий, сын Гиппоника из Афин (внук олимпионика Каллия).
- LXXI Олимпиада 496 год до н. э. — Тисикрат из Кротона. Победители: в борьбе Филон с Керкиры во 2-й раз. В гонках квадриг: Каллий, сын Гиппоника из Афин во 2-й раз. В программу введена кальпа (попеременный бег и скачка на колеснице), первым победителем стал Патек из Димы.
- LXXII Олимпиада 492 год до н. э. — Тисикрат во 2-й раз. В гонках квадриг: Каллий, сын Гиппоника из Афин в 3-й раз. Клеомед из Астипалеи убил в кулачном бою своего соперника, Икка из Эпидавра, и был лишён титула победителя.
- LXXIII Олимпиада 488 год до н. э. — Астиал (Астил) из Кротона, он же в двойном беге. Победители: в кулачном бою Диогнет с Крита, в гонках колесниц Гелон сын Дейномена, тиран Гелы.
- LXXIV Олимпиада 484 год до н. э. — Астиал во 2-й раз и в коротком, и в двойном беге, но выступал за Сиракузы, «перекупленный» Гиероном (возмущённые кротонцы сбросили его статую с пьедестала). Победители: в кулачном бою Евфим, сын Астиклея из Локр; в борьбе Агий из Фессалии; в гоплитодроме Мнасей из Кирены (Ливия); в пятиборье Феопомп Старший, сын олимпионика Дамарета из Гереи. В апене (гонки колесниц на мулах) победил Анаксилай, тиран Регия (по другим источникам, на следующих играх) и приказал отчеканить в честь победы тетрадрахму.
- LXXV Олимпиада 480 год до н. э. — Астиал в 3-й раз и в коротком, и в двойном беге, в 1-й раз в гоплитодроме, выступал за Сиракузы. Победители: в длинном беге Дромей из Стимфала; в кулачном бою Феаген с Фасоса, сын Тимосфена из Фасоса; в панкратионе Дромей из Мантинеи (Аркадия) ввиду отказа соперников от борьбы; в пятиборье Феопомп Старший, сын Дамарета из Гереи (во 2-й раз).
- LXXVI Олимпиада 476 год до н. э. — Скамандрий из Митилен. Победители: в двойном беге Дандий из Аргоса, в кулачном бою Евфим из Локр во 2-й раз, в панкратионе Феаген с Фасоса (на прошлой олимпиаде он был первым в кулачном бою). В конных скачках Гиерон, сын Дейномена, тиран Сиракуз; в состязаниях квадриг — Ферон, тиран Акраганта.
- LXXVII Олимпиада 472 год до н. э. — Дандий из Аргоса (на предыдущей олимпиаде побеждал в двойном беге). Победители: в кулачном бою Евфим из Локр в 3-й раз; в панкратионе Каллий, сын Дидимия из Афин. В конных скачках Гиерон, сын Дейномена, во 2-й раз.
- LXXVIII Олимпиада 468 год до н. э. — Парменид из Посейдонии. Победители: в борьбе Ефармост из Опунта, в панкратионе Епитимад из Аргоса, в кулачном бою Меналк из Опунта и (в разряде юношей) Агесидам из Локров Эпизефирских. В состязаниях квадриг: Гиерон, сын Дейномена, тиран Сиракуз.
- LXXIX Олимпиада 464 год до н. э. — Ксенофон из Коринфа, победил также в пятиборье. Победители: в кулачном бою Диагор с Родоса, в панкратионе Менал из Мантинеи, в борьбе среди юношей Ферий из Эгины.
- LXXX Олимпиада 460 год до н. э. — Торимм из Фессалии. Победители: в длинном беге Лад из Аргоса; в борьбе Амесин из Барки, который тренировался в борьбе с быком, когда пас скот. Он даже привёл быка в Пизу, чтобы тренироваться.
- LXXXI Олимпиада 456 год до н. э. — Полимнаст из Кирен
- LXXXII Олимпиада 452 год до н. э. — Лик из Лариссы (Фессалия). Победители: в пятиборье Пифокл из Илии, в панкратионе Дамагет с Родоса
- LXXXIII Олимпиада 448 год до н. э. — Криссон из Гимера. Победители: в долгом беге Эгид с Крита, в кулачном бою Дамагет с Родоса, в панкратионе Дамагет с Родоса во 2-й раз (брат Акусилая)
- LXXXIV Олимпиада 444 год до н. э. — Криссон во 2-й раз. Победители: в пентатлоне Икк из Тарента
- LXXXV Олимпиада 440 год до н. э. — Криссон в 3-й раз. Победители: в длинном беге Лад из Спарты
- LXXXVI Олимпиада 436 год до н. э. — Феопомп из Фессалии
- LXXXVII Олимпиада 432 год до н. э. — Софрон из Амбракии. Победители: в панкратионе Дорией с Родоса
- LXXXVIII Олимпиада 428 год до н. э. — Симмах из Мессении. Победители: в панкратионе Дорией с Родоса во 2-й раз
- LXXXIX Олимпиада 424 год до н. э. — Симмах во 2-й раз. Дорией с Родоса победил в панкратионе в 3-й раз. В годы Пелопоннесской войны Дорией был захвачен в плен афинянами и приговорён к смерти, но отпущен на свободу из-за уважения к его олимпийским победам.
- XC Олимпиада 420 год до н. э. — Гипербий из Сиракуз. Победители: в долгом беге Аристей из Аргоса
- XCI Олимпиада 416 год до н. э. — Эксагент из Акрагаса
- XCII Олимпиада 412 год до н. э. — Эксагент во 2-й раз
- XCIII Олимпиада 408 год до н. э. — Евбат из Кирен. Панкратион выиграл Полидам из Скотусс (Фессалия), огромный человек, который убил льва голыми руками и сражался без оружия против вооружённых; он даже останавливал колесницы на полном ходу. Добавлена гонка для колесниц с парой лошадей: победитель Евагор из Элиды.
- XCIV Олимпиада 404 год до н. э. — Крокин из Лариссы (Фессалия). Победители: в двойном беге Ласфен из Фив, который обгонял в беге лошадь, в кулачном бою Евкл с Родоса.
- XCV Олимпиада 400 год до н. э. — Минон из Афин. Победители: в борьбе Бавкис из Трезена (Арголида), в кулачном бою Дамарх из Павсании (Аркадия)
- XCVI Олимпиада 396 год до н. э. — Евполем из Элиды. Добавлены состязания для трубачей (победитель Тимей из Элиды) и для глашатаев (победитель Кратей из Элиды). Победители: в двойном беге Крокин из Ларисс (Фессалия); в гонках квадриг Киниска из Лаконии
- XCVII Олимпиада 392 год до н. э. — Териней из Терины (Элида). Победители: в гонках квадриг Киниска из Лаконии во 2-й раз
- XCVIII Олимпиада 388 год до н. э. — Сосипп из Дельф. Борьбу выиграл Аристодем из Элиды, которого никто не мог обхватить посередине.
- XCIX Олимпиада 384 год до н. э. — Дикон из Сиракуз. Добавлена гонка между колесницами с 4 жеребятами в упряжке: победитель Еврибат из Лаконии. Победители: в долгом беге Сотад с Крита, в кулачном бою Дамоксенид из Мантинеи.
- C Олимпиада 380 год до н. э. — Дионисодор из Тарента. Победители: в долгом беге Сотад с Крита во 2-й раз
- CI Олимпиада 376 год до н. э. — Дамон из Фурии
- CII Олимпиада 372 год до н. э. — Дамон во 2-й раз
- CIII Олимпиада 368 год до н. э. — Пифострат из Эфеса. Победители: в кулачном бою Аристон из Эпидавра
- CIV Олимпиада 364 год до н. э. — Фокид из Афин в борьбе. Победитель в панкратионе: Сострат из Сикиона, он одержал победы и в следующих 2 Олимпиадах. Игры проводили аркадяне вместо элийцев, элийцы не занесли победителей этой Олимпиады в свои списки.
- CV Олимпиада 360 год до н. э. — Пор из Кирен
- CVI Олимпиада 356 год до н. э. — Пор во 2-й раз
- CVII Олимпиада 352 год до н. э. — Микрин из Тарента
- CVIII Олимпиада 348 год до н. э. — Поликл из Кирен
- CIX Олимпиада 344 год до н. э. — Аристолох из Афин
- CX Олимпиада 340 год до н. э. — Антикл из Афин
- CXI Олимпиада 336 год до н. э. — Клеомантид из Клетора
- CXII Олимпиада 332 год до н. э. — Еврил из Халкиса
- CXIII Олимпиада 328 год до н. э. — Клитон из Македонии. Победители: в долгом беге Агей из Аргоса
- CXIV Олимпиада 324 год до н. э. — Микин с Родоса
- CXV Олимпиада 320 год до н. э. — Дамасий из Амфиполя
- CXVI Олимпиада 316 год до н. э. — Демосфен из Лаконии
- CXVII Олимпиада 312 год до н. э. — Парменид из Митилен
- CXVIII Олимпиада 308 год до н. э. — Андромен из Коринфа. Победители: в панкратионе Антенор из Афин или Милета, в борьбе Селеад из Спарты
- CXIX Олимпиада 304 год до н. э. — Андромен во 2-й раз.
- CXX Олимпиада 300 год до н. э. — Пифагор из Магнесии-на-Меандре. Победитель в борьбе Кер из Аргоса мог оторвать копыта у коров, в панкратионе Никон из Халкиды, в кулачном бою Архип с Лесбоса
- CXXI Олимпиада 296 год до н. э. — Пифагор во 2-й раз. Победители: в борьбе Амфиар из Спарты, в панкратионе Никон из Халкиды во 2-й раз, в кулачном бою Каллип с Родоса
- CXXII Олимпиада 292 год до н. э. — Антигон из Македонии
- CXXIII Олимпиада 288 год до н. э. — Антигон во 2-й раз
- CXXIV Олимпиада 284 год до н. э. — Филомел из Фарсала
- CXXV Олимпиада 280 год до н. э. — Лад из Эгия (Ахайя)
- CXXVI Олимпиада 276 год до н. э. — Идей или Никатор из Кирен
- CXXVII Олимпиада 272 год до н. э. — Периген из Александрии
- CXXVIII Олимпиада 268 год до н. э. — Селевк из Македонии
- CXXIX Олимпиада 264 год до н. э. — Филин с Коса. Добавлена гонка колесниц с 2 жеребятами в упряжке: победительница Белистиха из Македонии, гетера Птолемея II[4].
- CXXX Олимпиада 260 год до н. э. — Филин во 2-й раз
- CXXXI Олимпиада 256 год до н. э. — Аммоний из Александрии. Добавлена гонка с одним жеребёнком: победитель Гиппократ из Фессалии.
- CXXXII Олимпиада 252 год до н. э. — Ксенофан из Амфисс в Этолии
- CXXXIII Олимпиада 248 год до н. э. — Симил из Неаполя
- CXXXIV Олимпиада 244 год до н. э. — Алкид из Лаконии
- CXXXV Олимпиада 240 год до н. э. — Эратон из Этолии. Победитель в кулачном бою Клеоксен из Александрии выигрывал без травм на всех основных играх.
- CXXXVI Олимпиада 236 год до н. э. — Пифокл из Сикиона
- CXXXVII Олимпиада 232 год до н. э. — Менесфей из Баркилы
- CXXXVIII Олимпиада 228 год до н. э. — Деметрий из Александрии
- CXXXIX Олимпиада 224 год до н. э. — Иолаид из Аргоса
- CXL Олимпиада 220 год до н. э. — Зопир из Сиракуз
- CXLI Олимпиада 216 год до н. э. — Дорофей с Родоса. Победитель в панкратионе и кулачном бою: Клитомах из Фив. Победитель в борьбе: Пеаний из Элиды.
- CXLII Олимпиада 212 год до н. э. — Кратей из Александрии. Капр из Элиды выиграл борьбу и панкратион подобно Гераклу, потому его звали «второй после Геракла». Победитель в кулачном бою: Клейтомах из Фив.
- CXLIII Олимпиада 208 год до н. э. — Гераклит с Самоса
- CXLIV Олимпиада 204 год до н. э. — Гераклид из Саламина на Кипре
- CXLV Олимпиада 200 год до н. э. — Пиррий из Этолии. Мосх из Колофона, победитель в кулачном бою среди юношей. Добавлен панкратион среди юношей: победитель Федим из Александрии.
- CXLVI Олимпиада 196 год до н. э. — Микион из Беотии
- CXLVII Олимпиада 192 год до н. э. — Агемах из Кизика. Клейтострат с Родоса победил в борьбе, захватывая соперников за шеи.
- CXLVIII Олимпиада 188 год до н. э. — Аркесилай из Мегалополя
- CXLIX Олимпиада 184 год до н. э. — Гиппострат из Селевкии в Пиерии
- CL Олимпиада 180 год до н. э. — Онесикрит из Саламина
- CLI Олимпиада 176 год до н. э. — Фимил из Аспенда
- CLII Олимпиада 172 год до н. э. — Демокрит из Мегары
- CLIII Олимпиада 168 год до н. э. — Аристандер из Антиссы на Лесбосе
- CLIV Олимпиада 164 год до н. э. — Леонид с Родоса
- CLV Олимпиада 160 год до н. э. — Леонид во 2-й раз
- CLVI Олимпиада 156 год до н. э. — Леонид в 3-й раз. Аристомен с Родоса был 3-м после Геракла, кто выиграл борьбу и панкратион.
- CLVII Олимпиада 152 год до н. э. — Леонид в 4-й раз, он был единственным, кто выиграл 12 олимпийских венков на протяжении 4 Олимпиад.
- CLVIII Олимпиада 148 год до н. э. — Офон из Сиракуз
- CLIX Олимпиада 144 год до н. э. — Алким из Кизика
- CLX Олимпиада 140 год до н. э. — Агнодор из Кизика
- CLXI Олимпиада 136 год до н. э. — Антипатр из Эпира
- CLXII Олимпиада 132 год до н. э. — Дамон из Дельф
- CLXIII Олимпиада 128 год до н. э. — Тимофей из Тралл
- CLXIV Олимпиада 124 год до н. э. — Беот из Сикиона
- CLXV Олимпиада 120 год до н. э. — Акусилай из Кирен
- CLXVI Олимпиада 116 год до н. э. — Хрисогон из Никеи
- CLXVII Олимпиада 112 год до н. э. — Хрисогон во 2-й раз
- CLXVIII Олимпиада 108 год до н. э. — Никомах из Филадельфии
- CLXIX Олимпиада 104 год до н. э. — Никодем из Лакедемона
- CLXX Олимпиада 100 год до н. э. — Симмий из Селевкии-на-Тигре
- CLXXI Олимпиада 96 год до н. э. — Пармениск из Коркиры
- CLXXII Олимпиада 92 год до н. э. — Евдам с Коса. Протофан из Магнесии-на-Меандре был 4-м после Геракла, кто выиграл борьбу и панкратион.
- CLXXIII Олимпиада 88 год до н. э. — Пармениск из Коркиры снова
- CLXXIV Олимпиада 84 год до н. э. — Демострат из Лариссы (Фессалия)
- CLXXV Олимпиада 80 год до н. э. — Епенет из Аргоса выиграл бег среди юношей. В этот год состязания в беге среди взрослых не проводились, так как Сулла вызвал всех атлетов в Рим.
- CLXXVI Олимпиада 76 год до н. э. — Дион из Кипарисс
- CLXXVII Олимпиада 72 год до н. э. — Гекатомн из Элиды
- CLXXVIII Олимпиада 68 год до н. э. — Диокл из Гипопена. Стратоник из Александрии был 5-м после Геракла, кто выиграл борьбу и панкратион.
- CLXXIX Олимпиада 64 год до н. э. — Андрей из Лакедемона
- CLXXX Олимпиада 60 год до н. э. — Андромах из Амбракии
- CLXXXI Олимпиада 56 год до н. э. — Ламах из Тавромения
- CLXXXII Олимпиада 52 год до н. э. — Анфестион из Аргоса. Марион из Александрии был 6-м после Геракла, кто выиграл борьбу и панкратион.
- CLXXXIII Олимпиада 48 год до н. э. — Феодор из Мессены
- CLXXXIV Олимпиада 44 год до н. э. — Феодор во 2-й раз
- CLXXXV Олимпиада 40 год до н. э. — Аристон из Фурий
- CLXXXVI Олимпиада 36 год до н. э. — Скамандр из Александрии Троадской
- CLXXXVII Олимпиада 32 год до н. э. — Аристон из Фурий снова
- CLXXXVIII Олимпиада 28 год до н. э. — Сопатр из Аргоса
- CLXXXIX Олимпиада 24 год до н. э. — Асклепиад из Сидона
- CXC Олимпиада 20 год до н. э. — Авфидий из Патр
- CXCI Олимпиада 16 год до н. э. — Диодот из Тианы
- CXCII Олимпиада 12 год до н. э. — Диофан из Этолии
- CXCIII Олимпиада 8 год до н. э. — Артемидор из Фиатиры
- CXCIV Олимпиада 4 год до н. э. — Демарат из Эфеса
- CXCV Олимпиада 1 год н. э. — Демарат во 2-й раз
- CXCVI Олимпиада 5 год н. э. — Паммен из Магнесии-на-Меандре
- CXCVII Олимпиада 9 год н. э. — Азиатик из Галикарнаса
- CXCVIII Олимпиада 13 год н. э. — Диофан из Прусы. Аристий из Стратоникеи (Кария) был 7-м после Геракла, кто выиграл борьбу и панкратион.
- CXCIX Олимпиада 17 год н. э. — Эсхин Глаукий из Милета. Возобновлены давно прекращённые гонки квадриг: победитель Тиберий Цезарь.
- CC Олимпиада 21 год н. э. — Полемон из Петры
- CCI Олимпиада 25 год н. э. — Дамасий из Кидонии
- CCII Олимпиада 29 год н. э. — Гермоген из Пергама
- CCIII Олимпиада 33 год н. э. — Аполлоний из Эпидавра
- CCIV Олимпиада 37 год н. э. — Сарапион из Александрии. Никострат из Эгины был 8-м после Геракла, кто выиграл борьбу и панкратион. После этих игр жители Элиды прекратили короновать тех, кто мог достичь такой победы.
- CCV Олимпиада 41 год — Евбулид из Лаодикеи
- CCVI Олимпиада 45 год — Валерий из Митилен
- CCVII Олимпиада 49 год — Афенодор из Эгиума
- CCVIII Олимпиада 53 год — Афенодор во 2-й раз
- CCIX Олимпиада 57 год — Калликл из Сидона
- CCX Олимпиада 61 год — Афенодор из Эгиума в 3-й раз
- CCXI Олимпиада 65 год — Трифон из Филадельфии. Эти игры сместились по времени на 2 года, потому что Нерон пожелал отложить их до своего визита в Грецию. Нерон был увенчан венком в состязаниях глашатаев и актёров, а также в гонках колесниц.
- CCXII Олимпиада 69 год — Полит из Керама. Победитель в панкратионе: Артемидор из Тралл.
- CCXIII Олимпиада 73 год — Родон из Ким (или Феодот)
- CCXIV Олимпиада 77 год — Стратон из Александрии
- CCXV Олимпиада 81 год — Гермоген из Ксанфа (Ликия)
- CCXVI Олимпиада 85 год — Аполлофан Папис из Тарса (Киликия)
- CCXVII Олимпиада 89 год — Гермоген из Ксанфа (Ликия)во 2-й раз
- CCXVIII Олимпиада 93 год — Аполлоний из Александрии (или Гелиодор)
- CCXIX Олимпиада 97 год — Стефан из Каппадокии
- CCXX Олимпиада 101 год — Ахилл из Александрии
- CCXXI Олимпиада 105 год — Феон Смарагд из Александрии
- CCXXII Олимпиада 109 год — Каллист из Сиды. Возобновлены состязания наездников.
- CCXXIII Олимпиада 113 год — Евстол из Сиды
- CCXXIV Олимпиада 117 год — Исарион из Александрии
- CCXXV Олимпиада 121 год — Аристей из Милета
- CCXXVI Олимпиада 125 год — Дионисий Самевмид из Александрии
- CCXXVII Олимпиада 129 год — Дионисий Самевмид, вторично
- CCXXVIII Олимпиада 133 год — Лука из Александрии
- CCXXIX Олимпиада 137 год — Эпидавр Аммоний из Александрии
- CCXXX Олимпиада 141 год — Дидим (?) Клидей из Александрии
- CCXXXI Олимпиада 145 год — Кранай из Сикиона
- CCXXXII Олимпиада 149 год — Аттик из Сард
- CCXXXIII Олимпиада 153 год — Деметрий с Хиоса
- CCXXXIV Олимпиада 157 год — Эр с Хиоса
- CCXXXV Олимпиада 161 год — Мнасибул из Элатеи
- CCXXXVI Олимпиада 165 год — Эфалид из Александрии
- CCXXXVII Олимпиада 169 год — Евдемон из Александрии
- CCXXXVIII Олимпиада 173 год — Агафоп с Эгины
- CCXXXIX Олимпиада 177 год — Агафоп с Эгины, вторично
- CCXL Олимпиада 181 год — Анубион Фейд из Александрии
- CCXLI Олимпиада 185 год — Герон из Александрии
- CCXLII Олимпиада 189 год — Магн из Кирены (или Либик)
- CCXLIII Олимпиада 193 год — Исидор из Александрии (или Артемидор)
- CCXLIV Олимпиада 197 год — Исидор из Александрии (вторично)
- CCXLV Олимпиада 201 год — Александр из Александрии
- CCXLVI Олимпиада 205 год — Эпиник Кинас из Кизика
- CCXLVII Олимпиада 209 год — Саторнил из Гортины на Крите
- CCXLVIII Олимпиада 213 год — Гелиодор Тросидамант из Александрии
- CCXLIX Олимпиада 217 год — Гелиодор Тросидамант, вторично

Дальнейшие данные Евсевий, как он признаётся в своей «Хронике», не смог отыскать, однако известны и более поздние разрозненные записи. Смещённый римлянами царь Армении Вараздат стал победителем в кулачном бою на CCXCI Олимпиаде в 385 году. Последний известный победитель Олимпиады — Аврелий Зопир (CCXCI Олимпиада, 385 год, кулачный бой среди эфебов, и последняя, CCXCIII Олимпиада, 393 год, кулачный бой среди взрослых атлетов).